# Eugenio in Via Di Gioia
Eugenio in Via Di Gioia ist eine italienische Indie-Pop-Band.

## Bandgeschichte
Die Gruppe entstand 2012 in Turin in der Tradition der italienischen Tanzmusik der Ballsäle, des italienischen Swing und Folk. Sie machte zunächst Straßenmusik. Ihr Name setzt sich aus den Namen der drei Gründungsmitglieder Eugenio Cesaro (Gesang und Gitarre), Emanuele Via (Klavier und Akkordeon) und Paolo Di Gioia (Schlagzeug) zusammen. Der etwas später dazugekommene Bassist Lorenzo Federici war hingegen namensgebend für das Debütalbum der Band, das 2014 beim unabhängigen Label Libellula Music erschien. Im selben Jahr gewann die Gruppe den Kritikerpreis beim Turiner Newcomerwettbewerb Premio Buscaglione.
Bei wachender Bekanntheit veröffentlichte die Band 2016 ihr zweites Album Tutti su per terra, das erstmals die italienischen Charts erreichte. Neben ihren musikalischen Aktivitäten machte sie auch mit sozialem Engagement und Veranstaltungen und Workshops in Schulen und Universitäten auf sich aufmerksam. 2019 erschien das dritte Album Natura viva im Vertrieb des Major-Labels Universal, dem die erfolgreiche Single Altrove vorausgegangen war. 
Ebenfalls 2019 nahm die Band am Wettbewerb Sanremo Giovani teil, wo sie sich für die Newcomer-Kategorie des Sanremo-Festivals 2020 qualifizieren konnte. Dort präsentierte sie das Lied Tsunami, womit sie zwar früh ausschied, aber den Kritikerpreis gewann. Im Anschluss veröffentlichte sie eine erste Kompilation.

## Diskografie

### Alben
| Jahr | Titel Musiklabel                                                            | Höchstplatzierung, Gesamtwochen, AuszeichnungChartsChartplatzierungen (Jahr, Titel, Musiklabel, Platzierungen, Wochen, Auszeichnungen, Anmerkungen) | Anmerkungen                                       |
| Jahr | Titel Musiklabel                                                            | IT | Anmerkungen                                       |
| ---- | --------------------------------------------------------------------------- | --- | ------------------------------------------------- |
| 2014 | Lorenzo Federici Libellula Music (Audioglobe)                               | — |                                                   |
| 2017 | Tutti su per terra Libellula Music (Audioglobe)                             | IT86 (1 Wo.)IT | Erstveröffentlichung: 14. April 2017              |
| 2019 | Natura viva Virgin Records (UMG)                                            | IT15 (1 Wo.)IT | Erstveröffentlichung: 1. März 2019                |
| 2020 | Tsunami (Forse vi ricorderete di noi per canzoni come) Virgin Records (UMG) | IT33 (3 Wo.)IT | Erstveröffentlichung: 31. Januar 2020 Kompilation |
| 2022 | Amore e rivoluzione Virgin Records (UMG)                                    | IT13 (1 Wo.)IT | Erstveröffentlichung: 20. Mai 2022                |
| 2025 | L’amore è tutto Woodworm                                                    | IT39 (1 Wo.)IT | Erstveröffentlichung: 21. März 2025               |

### Singles (Auswahl)
| Jahr | Titel Album                                                    | Höchstplatzierung, Gesamtwochen, AuszeichnungChartsChartplatzierungen (Jahr, Titel, Album, Platzierungen, Wochen, Auszeichnungen, Anmerkungen) | Anmerkungen        |
| Jahr | Titel Album                                                    | IT | Anmerkungen        |
| ---- | -------------------------------------------------------------- | --- | ------------------ |
| 2018 | Altrove Natura viva                                            | IT— GoldIT | Verkäufe: + 35.000 |
| 2020 | Tsunami Tsunami (Forse vi ricorderete di noi per canzoni come) | IT50 (1 Wo.)IT |                    |

## Belege
1. ↑  Alben von Eugenio in Via Di Gioia. In: Italiancharts.com. Hung Medien, abgerufen am 25. Oktober 2021.
2. ↑  Archivio classifiche Top Singoli. FIMI, abgerufen am 25. Oktober 2021 (italienisch).